# George Ramjiawansingh
George Ramjiawansingh (Paramaribo, 17 januari 1954 – aldaar, 13 augustus 2025) was een Surinaams kunstschilder en beeldhouwer van Hindoestaanse afkomst.

## Opleiding
Ranjiawansingh volgde tekenlessen bij Nola Hatterman aan het Cultureel Centrum Suriname. Van 1971 tot 1976 studeerde hij aan de door Hatterman opgerichte Nieuwe School voor Beeldende Kunst in Paramaribo. Hij ontving zijn afstudeercertificaat in 1976.

## Kunstenaar
George Ramjiawansingh schilderde in warme tinten vooral alledaagse taferelen. Hij maakte impressionistische olieverfschilderijen van woningen, werk in de landbouw, religieuze activiteiten. Op zijn schilderijen zijn vaak volwassenen of kinderen te zien met een Hindoestaanse achtergrond die bezig zijn met hun gewone dagelijkse routines. Over zijn beweegredenen zei hij: "Ik ben een Hindoestaan en dat zal ik altijd blijven. Niemand pakt mijn culturele en religieuze identiteit van mij af. Mijn schilderijen moeten mij dat steeds onder de neus wrijven". Ramjiawansing heeft meer dan duizend schilderijen vervaardigd. Hij heeft geëxposeerd in Egypte, Martinique, Guadeloupe, Nederland, Dominicaanse Republiek, Haïti en India. In 2019 nam hij met dertien andere Surinaamse kunstenaars deel aan de groepsexpositie 'De magie van authentieke parels' in Delft.

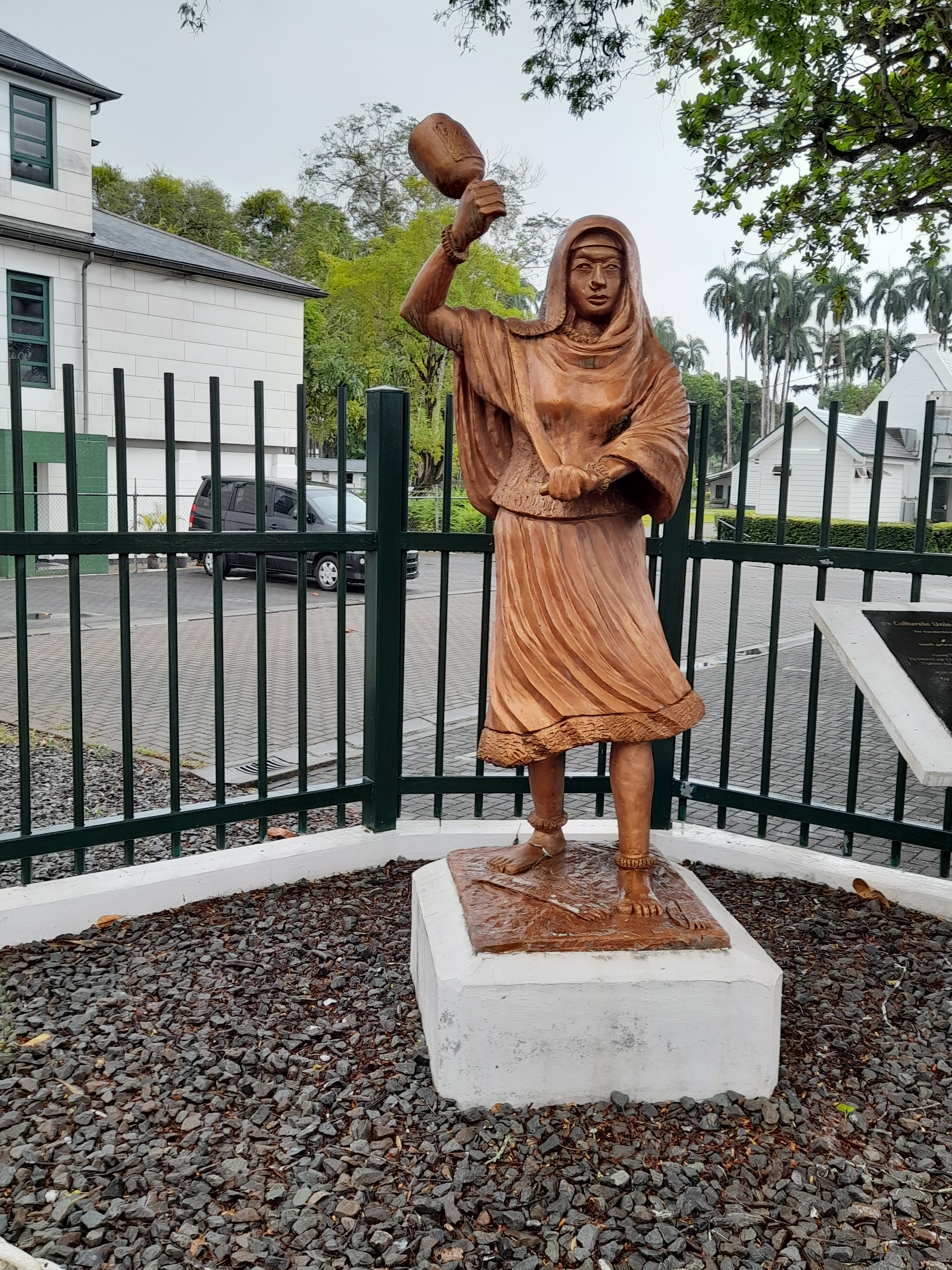
Standbeeld van Janey Tetary

Ramjiawansingh was ook als beeldend kunstenaar actief. Hij maakte vooral gestileerde beelden van afvalmetaal maar werkte ook met andere materialen. In 2017 vervaardigde hij het standbeeld van Janey Tetary. Een artistieke interpretatie van het migrantenschip Lalla Rookh staat op een sokkel voor het gebouwencomplex Lalla Rookh complex.
Ramjiawansingh heeft twee boeken geïllustreerd: Gerrit Barron, De Koning van Koronie en andere verhalen (Sorava, Paramaribo, 1991) en Francis Vriendwijk, Dosi : het verhaal van Dorus en Simone (Vriendwijk, Paramaribo, 2007).

## Overige activiteiten
In 1985 richtte hij samen met zijn vrouw Usha Ramjiawansingh Gallery Singh op. De galerie toont en verkoopt werk van verschillende Surinaamse kunstenaars. Door het organiseren van tentoonstellingen in de galerie wil het echtpaar de Surinaamse kunst promoten.
George Ramjiawansingh was verbonden aan de afdeling Culturele en Creatieve Vorming van het directoraat Cultuur van het ministerie van Onderwijs en Volksontwikkeling. Hij was verantwoordelijk voor het onderhoud en de restauratie van de monumenten in Suriname. Met het tekenproject PNP (Potlood en Penseel) van zijn afdeling leverde hij een bijdrage aan de kunstzinnige vorming van kinderen. Hij was de drijvende kracht achter het project Creatieve Vorming in Commewijne, waar hij les gaf aan driehonderd leerlingen. 
Hij was voorzitter van het multiculturele Kela Instituut Suriname die het project in Commewijne voortzet en ook dans- en muzieklessen voor kinderen organiseert.
Ramjiawansingh was mede-oprichter van de Nola Hatterman Art Academy en heeft samen met andere kunstenaars aan de wieg gestaan van de Federatie van Kunstenaars in Suriname.

## Onderscheiding
Op grond van zijn artistieke en sociale activiteiten werd Ramjiawansingh in 2007 benoemd tot ridder in de Ere-Orde van de Gele Ster. Hij ontving de onderscheiding uit handen van de toenmalige president Ronald Venetiaan.